# 삼경합부
삼경합부(三經合部)는 대구광역시 달서구 계명대학교 도서관에 있는 조선시대의 불경이다. 2019년 1월 30일 대구광역시의 유형문화재 제84호로 지정되었다.

## 개요
『삼경합부』는『금강반야바라밀경』, 『대방광불화엄경입불사의해탈경계보현행원품』, 『관세음보살예문』등의 3경을 합해 금속활자인 ‘을유자’로 찍은 15세기 후기의 인출본이다. 을유자는『원각경』을 간행하기 위하여 1465년(세조11)에 정난종의 글씨를 자본으로 삼아 만든 금속활자이다. 그러나 글자체가 바르지 못하여 1484년(성종15)에 갑진자를 주조하기 전까지 약 20년간 사용되어 인본은 많지 않다. 을유자로 인출된 『삼경합부』는 계명대학교 외에 구미 자비사(경상북도 유형문화재 제382호)를 비롯하여 5점 정도가 국내에 남아 있을 뿐이다. 이 판본은 거의 전하지 않아 희귀하고 완질본으로 상태가 매우 양호하여 조선 전기의 불교사와 인쇄술을 이해하는데 중요한 자료이다.

## 참고 문헌
- 삼경합부 - 국가유산청 국가유산포털